# Krapina-Zagorje megye
Krapina-Zagorje megye (horvátul Krapinsko-zagorska županija) Horvátország északi részén fekszik, székhelye Korpona.

## Közigazgatás
7 város és 25 község (járás) alkotja a megyét. Ezek a következők:
(Zárójelben a horvát név szerepel.)
Városok:
- Donja Stubica
- Klanjec
- Korpona (Krapina)
- Oroslavje
- Pregrada
- Zabok
- Zlatar

Községek (járások):
- Bedekovčina
- Budinščina
- Desinić
- Đurmanec
- Gornja Stubica
- Hrašćina
- Hum na Sutli
- Jesenje
- Kraljevec na Sutli
- Krapinske Toplice
- Konjščina
- Kumrovec
- Máriabeszterce (Marija Bistrica)
- Lobor
- Mače
- Mihovljan
- Novi Golubovec
- Petrovsko
- Radoboj
- Sveti Križ Začretje
- Stubičke Toplice
- Tuhelj
- Veliko Trgovišće
- Zagorska Sela
- Zlatar Bistrica

## Külső hivatkozások
- Krapina-Zagorje megye honlapja
- A turisztikai egyesület honlapja Archiválva 2011. június 13-i dátummal a Wayback Machine-ben